# Округ Медисон (Кентаки)
Округ Медисон (енгл. Madison County) је округ у америчкој савезној држави Кентаки.

## Демографија
По попису из 2010. године број становника је 82.916, што је 12.044 (17,0%) становника више него 2000. године.
| Група             | 2000.          | 2010.          |
| Белци             | 65.484 (92,4%) | 74.967 (90,4%) |
| Афроамериканци    | 3.150 (4,4%)   | 3.611 (4,4%)   |
| Азијати           | 510 (0,7%)     | 758 (0,9%)     |
| Хиспаноамериканци | 685 (1,0%)     | 1.813 (2,2%)   |
| Укупно            | 70.872         | 82.916         |